# Carpathian Large Carnivore Project
Das Carpathian Large Carnivore Project (CLCP) (deutsch: Karpaten-Großraubtier-Projekt) war ein Projekt zur Entwicklung und Realisierung eines Schutzprogramms für Großraubtiere (Bären, Luchse und Wölfe) in Rumänien.

## Projekt
Das Projekt wurde im Jahre 1993 begonnen und im Sommer 2003 beendet. An dem Projekt waren zahlreiche nationale und internationale Organisationen beteiligt. Die Carpathian Wildlife Foundation (Fundaţia Carpaţi), die nationale rumänische Forstverwaltung (Romsilva), und das rumänische Institut für Forstwissenschaft und Forstwirtschaft (ICAS) waren die wichtigsten nationalen Teilnehmer.

Die Intention des Projektes war, alle ökologischen, ökonomischen und gesellschaftlichen Faktoren zu erforschen, die für das Verhältnis zwischen Großraubtier und Mensch relevant waren. Ein weiteres Ziel war es, die im Laufe des Projektes erkannten Probleme zu beheben oder zumindest zu verringern.
Übergeordnetes Ziel des Programms war es, eine kommunal basierte Erhaltung der großen Raubtiere und ihrer Lebensräume in einer Modellregion in den südlichen Karpaten im Kreis Brașov durch einen integrierten ökonomischen Ansatz zu etablieren.
Das CLCP hat Aktivitäten in vier Bereichen entwickelt: Forschung, Erhaltung und Bewirtschaftung, ländliche Entwicklung und Sensibilisierung der Öffentlichkeit.

## Forschung
Im Forschungsprogramm wurden zum einen die biologischen Grundlagen der wildlebenden Wölfe, Bären und Luchse untersucht. Zum anderen wurde die Beziehung der Großraubtiere zur lokalen Bevölkerung unter verschiedenen Aspekten untersucht: Nutztierhaltung, wirtschaftliche Bedeutung, und die Einstellung der Bevölkerung gegenüber den Raubtieren. Im Laufe der Jahre wurden 17 Wölfe, 3 Luchse und 12 Bären mit Sendern ausgerüstet, und die wirtschaftlichen Aspekte der Viehzucht, des Ökotourismus, und der Trophäenjagd wurden wissenschaftlich beobachtet.

## Erhaltung und Bewirtschaftung
Im Bereich Erhaltung und Bewirtschaftung wurde versucht, unmittelbare Probleme in der Beziehung zwischen Raubtieren und Menschen zu lösen: Die an Menschen gewöhnten Bären in Brașov und die von den Hirten und Bauern gefürchtete Bedrohung der Nutztiere waren Schwerpunkte des Projektes. Es wurden z. B. Elektrozäune getestet und errichtet, um zusätzliche Mittel gegen Übergriffe auf das Vieh zu schaffen.

## Entwicklung des ländlichen Raums
Die Entwicklung des ländlichen Raums und die positive Beeinflussung der lokalen Politik waren wesentliche Instrumente zur Erhaltung der Großräuber. Im Jahre 1997 wurde dazu das Ökotourismus-Programm „Wölfe, Bären und Luchse in Siebenbürgen“ in der Gegend um den heutigen Nationalpark Piatra Craiului entwickelt. Das Programm basierte auf organisierten Gruppenreisen, die anfangs in Kooperation mit westeuropäischen Reiseveranstaltern durchgeführt wurden.
Zwischen 1997 und 2003 haben mehr als 3.000 touristische Besucher das Gebiet im Rahmen des Programms besucht.

## Sensibilisierung der Öffentlichkeit
Um das „Bewusstsein der Öffentlichkeit“ zu wecken, wurden umfassende Schul- und Hochschulbildungs-Programme entwickelt und umgesetzt, und hunderte von Journalisten wurden eingeladen und herumgeführt, die über die Arbeit des CLCP und über die Gegend, in der das Projekt stattfand, berichteten.

## Die Folgen des Projektes
Das Carpathian Large Carnivore Project hat während und nach seiner Laufzeit die Entstehung verschiedener nationaler Institutionen mittelbar oder unmittelbar bewirkt:
1. Im Jahre 1999 wurde der Piatra-Craiului-Nationalpark unter Mitwirkung des CLCP eingerichtet.
2. Im Jahre 1999 wurde das rumänische Ökotourismus-Unternehmen Carpathian Nature Tours (CNTOURS) gegründet, das bis zum Ende des Projektes im Jahre 2003 zusammen mit dem CLCP das Ökotourismusprogramm durchführte, und es anschließend unter Übernahme diverser weiterer Projektziele des CLCP fortführte bzw. fortführt.
3. Im Jahre 2000 wurde der erste Verein für Ökotourismus in Rumänien „Plaiuri Zarneștene“ gegründet.
4. Im Jahre 2005 wurde ein Reservat für aus illegalen Privathaltungen stammende und nicht mehr auswilderbare Bären bei Zărnești im Kreis Brașov eingerichtet. In diesem Reservat wurde auch ein im Rahmen des Carpathian Large Carnivore Projektes als Findelkind aufgezogener und dadurch domestizierter Wolf aufgenommen, der seit Ende des Projektes von CNTOURS betreut worden war.